# Và em sẽ đến
Và em sẽ đến (tiếng Hàn: 지금 만나러 갑니다; Romaja: Jigeum Mannareo Gamnida, tên tiếng Anh: Be with You) là bộ phim điện ảnh lãng mạn năm 2018 của Hàn Quốc với sự tham gia diễn xuất của So Ji Sub và Son Ye Jin và được chỉ đạo bởi đạo diễn Lee Janghoon. Bộ phim là phiên bản sản xuất lại từ bộ phim Nhật cùng tên năm 2004, dựa trên cuốn tiểu thuyết của tiểu thuyết gia Takuji Ichikawa.

## Nội dung
Soo-ah (Son ye-jin) trước khi ra đi đã trăn trối với chồng cô là Woo-jin (So Ji-sub) rằng cô sẽ trở lại vào một cơn mưa đầu mùa năm sau. Thời gian cứ thế trôi đi, những tưởng những lời hứa đó cũng sẽ trôi theo những cơn mưa đầu mùa ngoài kia. Cho đến một ngày nọ, điều kỳ diệu đã đến, Soo-ah đã giữ lời hứa và trở lại trước mặt chồng và con trai nhưng cô lại mất hết ký ức. Thật trớ trêu là cuộc hội ngộ của họ rất ngắn ngủi vì Soo-ah phải rời khỏi gia đình mình một lần nữa sau khi mùa mưa năm đó kết thúc.

## Diễn viên

### Diễn viên chính
- So Ji-sub trong vai Woo-jin[3]
  - Lee You-jin trong vai Woo jin hồi trẻ
- Son Ye-jin trong vai Soo-ah[3]
  - Kim Hyun-soo trong vai Soo-ah hồi trẻ

### Diễn viên phụ
- Kim Ji-hwan trong vai Ji-ho là đứa con trai của cặp vợ chồng
- Ko Chang-seok trong vai Hong-goo 
  - Bae Yu-ram trong vai Hong-goo hồi trẻ
- Lee Jun-hyeok trong vai Thầy giáo Choi
- Seo Jeong-yeon trong vai Mẹ của Seo-bin

### Diễn viên, khách mời đặc biệt
- Gong Hyo-jin trong vai người phụ nữ trong Hanbok[4]
- Park Seo-joon trong vai Ji-ho (lúc lớn)
- Con trai, Yeo-eun trong vai Hyun-jung

## Sản xuất
Bộ phim dựa trên tiểu thuyết cùng tên của Nhật Và em sẽ đến của nhà văn Takuji Ichikawa.
Nữ diễn viên Son Ye-jin và nam diễn viên So Ji-sub trước đây đã từng hợp tác trong bộ phim dài tập mang tên Delicious Proposal với vai trò là anh em ruột vào năm 2011. Ko Chang-seok và So Ji-sub cũng từng hợp tác với nhau vào năm 2008 trong phim Rough Cut.
Bộ phim khởi quay vào ngày 12 tháng 8 năm 2017 và quay xong vào ngày 12 tháng 12 năm 2017 ở thành phố Daejeon, Hàn Quốc.

## Phát hành
Vào ngày 6 tháng 3 năm 2018, một cuộc họp báo đã được tổ chức với sự tham gia của các diễn viên chính và giám đốc sản xuất.
Be with You sẽ được chiếu ở 17 quốc gia như: Mỹ, Canada, Anh, Ireland, Úc, New Zealand, Đài Loan, Singapore, Việt Nam, Malaysia.
Bộ phim được công chiếu tại các rạp từng khu vực vào ngày 14 tháng 3 năm 2018.

## Đón nhận
Theo nhự Hội đồng điện ảnh Hàn Quốc, Be with You đã dẫn đầu bảng xếp hạng doanh thu phòng vé trên toàn quốc trong ngày đầu tiên công chiếu và thu hút 89.758 người xem. Bộ phim đã được chiếu 4.275 lần tại 989 phòng chiếu.
Trong tuần đầu tiên công chiếu, Be with You đã bán được tổng cộng 682.789 vé, chiếm 44,6% tổng lượng vé bán ra trong tuần và dẫn đầu doanh thu phòng vé tuần đó.
Bộ phim đã vượt mốc 1 triệu khán giả đến rạp xem chỉ trong vòng 7 ngày kể từ khi ra mắt tại Hàn Quốc, phá kỷ lục 1 triệu khán giả trong 8 và 9 ngày của hai bộ phim tâm lý tình cảm Architecture 101 và Người yêu tôi là ai?.
Trong tuần thứ hai công chiếu, Be with You đã thu hút 576,981 lượt khán giả tại 1.190 phòng chiếu và đứng thứ 2 trong bảng xếp hạng phòng vé tuần đó. Tổng lượng vé bán ra đã tăng lên 1,82 triệu tính đến hết tuần thứ hai.

## Giải thưởng và đề cử
| Giải thưởng                                | Hạng Mục                   | Người nhận | Kết quả   | TK     |
| ------------------------------------------ | -------------------------- | ---------- | --------- | ------ |
| Giải thưởng Nghệ thuật Baeksang lần thứ 54 | Nữ diễn viên xuất sắc nhất | Son Ye-jin | Đề cử     | [ 18 ] |
| 2nd The Seoul Awards                       | Nữ diễn viên xuất sắc nhất | Son Ye-jin | Đoạt giải | [ 19 ] |